# Centrocorynus scutellaris
Centrocorynus scutellaris es una especie de coleóptero de la familia Attelabidae.

## Distribución geográfica
Habita en China, India Nepal, Birmania y en Java (Indonesia).